# Bohinj
Bohinj este o vale alpină din nord-vestul Sloveniei, în Alpii Iulieni. Este cunoscută mai ales datorită lacului glaciar Bohinj (Bohinjsko jezero).
Valea este formată din patru regiuni: Spodnja Dolina, Zgornja Dolina, Ukanška kotlina (Ukanc Basin) și Nomenjska kotlina.

## Istorie
Relieful a contribuit mult la izolarea locuitorilor în trecut. Cei 5000 de locuitori sunt urmași ai nativilor din Bohinj. S-au descoperit dovezi conform cărora valea ar fi fost populată încă din epoca bronzului.

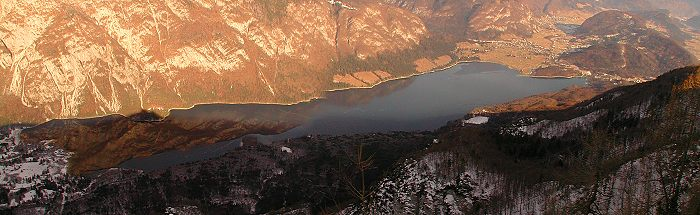
Bohinjsko jezero - panorama

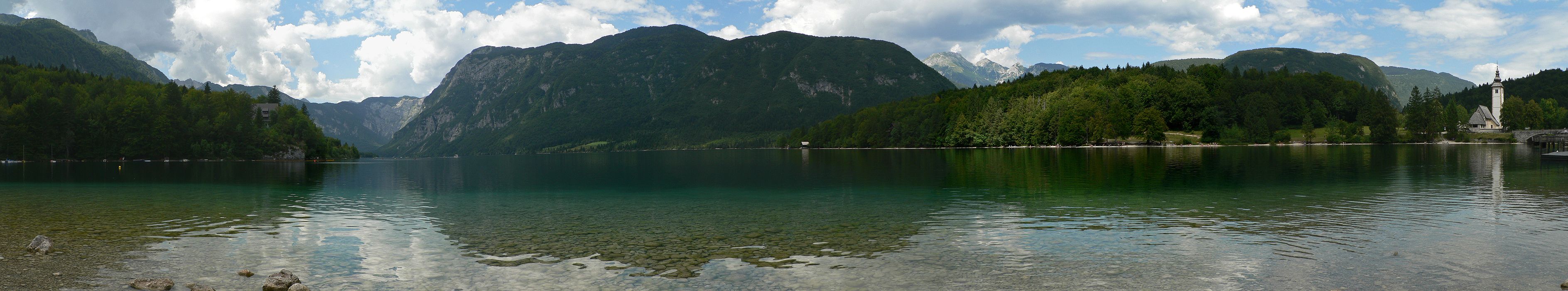
Bohinjsko jezero